# Ray Alonso
Israel Alonso Díaz (Tijuana, 19 de septiembre de 1978), conocido como Ray Alonso, es un cantante de rap cristiano, conferencista y pastor. Fue director y fundador del grupo NAF. Cuenta con una gran trayectoria y reconocimientos como Premios Arpa y premios Enlace Musical.
Su voz llegó a Latinoamérica por sus participaciones raperas en producciones como Enciende una luz, Todos deben de saber y Dios de pactos de Marcos Witt (CanZion Producciones), y en el álbum Cerca de ti de Jesús Adrián Romero. Como integrante de la familia ReyVol Records, la agenda de Ray estuvo muy ocupada, al compartir el escenario junto con el grupo RoJO, y colaborando con Abel Zavala, Alex Campos, Danilo Montero, Coalo Zamorano, Jesús Adrián Romero, Redimi2, entre otros.

## Carrera musical

### Inicios: primeras bandas y proyectos
Su gusto por la música inició desde muy corta edad. Junto con su amigo Dante Huerta, comenzó a escribir letras a sus 16 años. Posteriormente, Dante añadió a otro amigo: Rogelio Meza. Así hicieron una pequeña banda que llamaron Proyecto Vida y comenzamos a hacer Hip-hop. «Mi amigo más fiel» y «La vida moderna» fueron una de sus primeras canciones. Cuando formó NAF, grabaría versos de estos temas en su canción «El cuadro del mundo».
Después. formó otra banda que se llamó Levántate y vive. Después de eso, tomó la decisión de estudiar música en el Instituto CanZion, donde junto a otros estudiantes de la escuela tocaban en la Plaza de Armas, y el rapeaba. En ese entonces, el director del Instituto era Edgar Rocha, quien lo invitó a rapear en una canción en uno de sus álbumes, siendo la primera vez que Ray grababa en un estudio profesional.

### El rapero deCanZion(1997 - 2000)
Su primera aparición en un proyecto de música cristiana, llegaría en Proclamando libertad de Edgar Rocha, en la canción: «Regocíjate y canta» con apenas 17 años. Luego, Coalo Zamorano lo invitaría a cantar en el primer disco de VCV (Vida, Camino y Verdad), participó en las canciones «Hónralos» y «Qué dichoso soy».
Después, mientras ayudaba logísticamente en la gira de Marcos Witt, el le dijo que si le gustaría participar con sus raps en uno de sus performances. Al acabarse la gira, grabó la introducción del disco Enciende una luz, basándose en los nombres de las canciones del disco y de sus respectivas letras. El rap “¡Salta para Cristo!” se incluiría en la canción «Venció». Antes, ya había colaborado con Jesús Adrián Romero en el rap de la canción «Como Búfalo» del disco Cerca de ti. Con el tiempo, Marcos Witt le propondría grabar, por eso, cuando abrieron el sello Pulso Records, grabó con NAF su primera producción.

### NAF (2001 - 2004)
NAF es la abreviatura de Nacidos para Arrebatar con Fundamentos. La banda estuvo integrada por Ray Alonso, Chuy Zambrano (vocal), Isack (guitarra), Irak (batería) y Ricardo “Cardo” Bolaños (bajo). En otro momento, otros integrantes fueron Abel Quiroz (guitarra y coros), Luis Macías (bajo y coros) y Willy Rugama (batería).
NAF fue el primer y único álbum de esta banda. El álbum fue producido por Gamaliel Moran (Muertos Una Vez) y Martín Guiffré. Una de las canciones más emblemáticas y conocidas de la banda era «Locos». «Trato» y «La vida moderna» formaron parte de este proyecto, canciones que Ray había compuesto en su etapa como Proyecto Vida. La musicalidad de este disco es Hardcore y sus derivados, junto con una letra cuya propuesta es cruda y directa. El álbum tiene una clara influencia de bandas como P.O.D., Chevelle y otras de similar estilo. En este periodo, la banda recibió nominaciones en los Premios AMCL 2003 como "Canción revelación del año" por «Sobre mí» y «Álbum revelación del año» por NAF. En este periodo, interpretó un rap en la canción «Vivifícame» junto a Marcos Witt para Dios de Pactos en 2003.

### + Más: debut como solista (2006 - 2012)
Ray continuaría su carrera musical como artista solista. Más fue su primer proyecto, producido nuevamente por Emmanuel Espinosa, pero para su sello Reyvol Records. El álbum sería nominado en los Premios AMCL 2006 como "Mejor álbum urbano del año". Contó con la participación de Fermín IV y otros artistas de Reyvol.
En 2009, por su participación con Edith en la canción «Eres todo lo que quiero», conquistaron la categoría "Intervención Musical del Año" en los Premios AMCL. También estuvieron nominados en Premios Arpa como "Mejor vídeo musical".
Su segundo proyecto fue el EP Volar o morir, producido por Coalo Zamorano. Ese mismo año, participaría en para 25 Concierto Conmemorativo, álbum ganador de Grammy Latino como "Mejor álbum cristiano" en 2012, para rememorar sus participaciones, interpretando su rap en la canción «Al que es Digno / Venció». Posteriormente, participaría en el álbum de Jesús Adrián Romero titulado Soplando vida, con la canción «Cómo te lo puedo decir».

### Agradecido (2015-2017)
En 2015, se dio inicio a la preproducción del proyecto de Ray Alonso titulado Agradecido, producido por Emmanuel Espinoza, bajo el sello de CAM Producciones. Sería lanzado oficialmente en 2017, con la participación de Alex Campos, Marcos Witt, Coalo Zamorano, y el dúo Emmanuel y Linda. Se presentó el sencillo musical titulado «Creo», compuesto e interpretado junto a Emmanuel y Linda Espinosa. El siguiente sencillo sería la canción homónima al álbum, interpretada junto a Alex Campos, que obtuvo una nominación como "Mejor canción en español". En ese periodo, participó en proyectos de otros artistas como Roberto González, Los Hijos del Santo, Henry G, entre otros.
En 2019, lanzaría el sencillo titulado «Cuánto Vales», una propuesta en la cual Ray fusiona el rap con melodías e instrumentación que tradicionalmente no se hallan en temas de naturaleza urbana. En 2020, inició el año con el Tour “Agradecido 2020”, y cerró dicho año con el tema «Hoy es navidad» en conjunto con Fraire. Ese mismo año, tendría una participación especial en el evento de Redimi2 titulado La Resistencia como representantes mexicanos de la música urbana cristiana junto a Marto y Apóstoles del Rap.

## Discografía
- 2002: NAF: Nacidos para Arrebatar con Fundamentos (como NAF)
- 2004: + Más
- 2011: Volar o morir EP
- 2017: Agradecido

## Premios y reconocimientos
Como director y fundador de NAF, estuvo nominado como Lanzamiento del año por Premios Arpa, y obtuvo un premio como "Mejor banda de Música Pesada" por los premios Enlace Musical. En su carrera solista, recibió dos nominaciones en los Premios Arpa como Mejor álbum urbano en 2006 y 2018 por Más y Agradecido, respectivamente. El sencillo de su álbum Agradecido junto a Alex Campos, estuvo nominado como "Canción grabada en español del año" en Premios Dove de 2018.